# Jan Pilik
Jan Pilik herbu Rogala (zm. 12 lub 16 sierpnia 1399 podczas bitwy nad Worsklą) – polski możnowładca, pochodził z Sierpca.
W latach 1379–1380 odbył pielgrzymkę do Santiago de Compostela. W roku 1385 otrzymał miejsce przy tzw. stole honorowym w Malborku, gdzie był częstym gościem. Otrzymał w związku z tym odznakę „Honor zdobędzie wszystko”. W 1396 r. został mianowany przez księcia Janusza na wojewodę czerskiego. W 1389 otrzymał od króla Władysława Jagiełły miasto Sierpc. Dziesięć lat później otrzymał od papieża odpust na wypadek nagłej śmierci.
W 2001 roku w Sierpcu odsłonięto pamiątkowy głaz z tablicą poświęconą Pilikowi, a w końcu 2012 roku Rada Miejska Sierpca nazwała jego imieniem jedną z ulic w obrębie Starego Miasta w Sierpcu.